# Valley of Fire
Valley of Fire è un film del 1951 diretto da John English.
È un western statunitense a sfondo musicale con Gene Autry, Gail Davis e Russell Hayden.

## Produzione
Il film, diretto da John English su una sceneggiatura di Gerald Geraghty e un soggetto di Earle Snell, fu prodotto da Armand Schaefer per la Gene Autry Productions e girato nelle Alabama Hills a Lone Pine, e nel Columbia/Warner Bros. Ranch a Burbank, in California, dal 5 giugno al 15 giugno 1951.

## Distribuzione
Il film fu distribuito negli Stati Uniti dal 20 novembre 1951 al cinema dalla Columbia Pictures.
Altre distribuzioni:
- nel Regno Unito nel 1951 dalla Columbia Pictures Corporation
- in Francia nel 1951 dalla Columbia Films
- in Belgio nel 1951 dalla Columbia Films
- in Norvegia nel 1951 dalla Kamera Film Aktieselskap
- in Danimarca nel 1951 dalla Columbia Film Aktieselskap

## Promozione
Le tagline sono:
- GENE'S THE MAN-HUNTING MAYOR OF OLD CALIFORNIA'S TOUGHEST BOOMTOWN!
- MEET HIZZONER THE MAYOR OF QUARTZ CITY- MISTER GENE AUTRY!
- GENE'S THE NEW MAYOR OF OLD CALIFORNIA'S TOUGHEST BOOMTOWN!
- GENE GOES AFTER THE BAD MEN - the ladies go after the rest!
- GENE'S BACK IN THE SADDLE - AND UP TO HIS STIRRUPS IN THE MOST BEAUTIFUL BUCH OF DEPUTIES CHAMPION EVER CHAPERONED!